# Belucha
Der Belucha (russisch Белуха von bely für „Weiß“; kasachisch Мұзтау шыңы Muztaý shyńy), auch Utsch-Sumer (altaisch Уч-Сумер Uč-Sumer für „die/der Dreiköpfige“) sowie Kadyn-Baschy (altaisch Кадын-Бажы Kadyn-Bažy für „Gipfel des Katun“), ist mit 4506 m der höchste Berg Sibiriens im engeren Sinne. Er liegt im zentralasiatischen Altaigebirge an der russisch-kasachischen Grenze unweit des Vierländerecks zwischen Russland, Kasachstan, Mongolei und China.
Der Doppelgipfel, den die Einheimischen in ihrer ethnischen Religion verehren, gehört zum russisch-kasachischen Katun-Kamm. Das Bergmassiv besitzt zahlreiche Gletscher; an seiner Nord- und Westflanke entspringen die Quellen des Katun.

## Aufstieg vom Akkem-Tal
Bergsteiger besteigen den Belucha meist von der Nordseite, da dort im Akkem-Tal eine gute Möglichkeit besteht, an den Fuß des Berges zu gelangen. Vom Dorf Tjungur (824 m Höhe) am Rande der Uimon-Steppe muss man durch das Akkemtal zum Akkem-See (2057 m) etwa 40 km aufsteigen. Am See gibt es eine kleine Wetterstation und einen Hubschrauberlandeplatz. Hier bietet sich auch die letzte richtige Möglichkeit für einen guten Zeltplatz. Durch die Moränenlandschaft des Akkemgletschers gelangt man an das Gletschertor und kann dann über den Gletscher weiter aufsteigen. Kurz unter dem Gipfel befindet sich auch noch eine Notfall-Biwakhütte.

## Aufstieg vom Kutscherla-Tal
Vom parallel verlaufenden Kutscherla-Tal ist ebenfalls ein guter Aufstieg bis zum dortigen (relativ kleinen) Gletscher sowie ein Überstieg in die Nachbartäler möglich. Der auf etwa 1800 m liegende Kutscherla-See ist einige Kilometer lang und somit viel größer als der im Akkem-Tal. Oberhalb gibt es größere Mengen an Toteis unter den Gesteinsblöcken.